# 아기의 식사
《아기의 식사》(Repas de bébé, Baby's Dinner)는 1895년 프랑스의 단편 무성영화로, 루이 뤼미에르가 제작하였다. 뤼미에르의 딸이었던 앙드레 뤼미에르를 중심으로, 뤼미에르 본인과 뤼미에르의 아내였던 마그리트 뤼미에르도 출연하였다.

## 상세
뤼미에르 형제가 초창기에 찍었던 여느 영화와 마찬가지로, 영사기와 촬영기를 겸한 시네마토그래프로 촬영하였으며, 35mm 필름에 화면비는 1.33:1로 제작되었다. 1895년 12월 28일 프랑스 파리의 카푸신 대로 14번지 그랑 카페에서 뤼미에르 형제가 처음으로 선보인 시네마토그래프 유료 상영회에서 선보였던 단편 영화 10편 중 일곱번째로 소개된 작품이기도 하다.
영상에는 뤼미에르 본인과 아내 오귀스트 뤼미에르, 그리고 딸 앙드레 뤼미에르가 시골 정원에서 아침식사를 하는 풍경으로, 두 부부가 아기에게 숟가락으로 밥을 먹이는 장면이 담겼다. 영상 속 주인공인 앙드레 뤼미에르는 1918년 스페인 독감 당시 24세의 나이로 리옹에서 생을 마감했다.
뤼미에르의 모든 작품과 마찬가지로 촬영된 지 100년이 넘은 영화인 만큼 퍼블릭 도메인으로 저작권이 소멸되었기에 유튜브 등지의 인터넷상에서 감상할 수 있다. 뤼미에르 형제를 다룬 다큐멘터리 《The Lumière Brothers' First Films》 (1996년)에도 실려 있다.